# Canottaggio ai XVII Giochi panamericani
Il canottaggio ai XVII Giochi panamericani si è svolto dall'11 al 15 luglio 2015 al Royal Canadian Henley Rowing Course, impianto per il canottaggio situato a St. Catharines, in Canada.

## Calendario
Tutti gli orari secondo il Central Standard Time (UTC-5).
| Data          | Inizio | Fine  | Evento                                | Fase       |
| ------------- | ------ | ----- | ------------------------------------- | ---------- |
| Sab 11 luglio | 9:00   | 11:00 | U2x, D2-, U4-, PLU2x, PLD2x, U1x      | Batterie   |
| Sab 11 luglio | 14:00  | 15:00 | U2x, PLU2x, PLD2x, U1x                | Ripescaggi |
| Dom 12 luglio | 9:00   | 11:00 | PLU4-, D1x, U2-, U4x, PLD1x, D4x, U8+ | Batterie   |
| Dom 12 luglio | 14:00  | 15:00 | PLU4-, D1x, U2-, D1x                  | Ripescaggi |
| Lun 13 luglio | 9:00   | 10:10 | U2x, D2-, D2x, U4-                    | Finali     |
| Mar 14 luglio | 9:00   | 10:50 | D1x, PLU2x, PLD2x, U2-, U4x           | Finali     |
| Mer 15 luglio | 9:00   | 10:40 | PLD1x, PLU4-, D4x, U1x, U8+           | Finali     |

## Risultati

### Uomini
| Evento                     | Oro | Argento | Bronzo |
| Singolo                    | Ángel Fournier | Rob Gibson | Brian Rosso |
| Due di coppia              | Cuba Eduardo Rubio Ángel Fournier                                                                                              | Argentina Rodrigo Murillo Cristian Rosso                                                                                             | Canada Pascal Lussier Matthew Buie |
| Due di coppia pesi leggeri | Messico Alan Armenta Alexis Lopez                                                                                              | Stati Uniti Colin Ethridge Austin Meyer                                                                                              | Cuba Raul Hernandez Liosbel Hernandez |
| Quattro di coppia          | Canada Julien Bahain Matthew Buie Will Dean Rob Gibson                                                                         | Cuba Adrián Oquendo Orlando Sotolongo Eduardo Rubio Ángel Fournier                                                                   | Argentina Brian Rosso Osvaldo Suárez Rodrigo Murillo Cristian Rosso                                                                        |
| Due senza                  | Argentina Axel Haack Diego López Cile Felipe Leal Oscar Vasquez                                                                | Non assegnata | Messico Diego Sánchez Leopoldo Tejera |
| Quattro senza              | Canada Will Crothers Tim Schrijver Kai Langerfeld Conlin McCabe                                                                | Cuba Manuel Suárez Janier Concepcion Adrian Oquendo Solaris Freire                                                                   | Argentina Joaquin Iwan Francisco Esteras Ivan Carino Agustín Díaz                                                                          |
| Quattro senza pesi leggeri | Canada Maxwell Lattimer Brendan Hodge Nicolas Pratt Eric Woelfl                                                                | Stati Uniti Robin Prendes Peter Gibson Andrew Weiland Matthew O'Donoghue                                                             | Cile Andres Oyarzun Luis Salas Saumann Felipe Cardenas Bernardo Guerrero                                                                   |
| Otto                       | Canada Mike Evans Will Dean Julien Bahain Martin Barakso Tim Schrijver Conlin McCabe Kai Langerfeld Will Crothers Jacob Koudys | Argentina Joaquin Iwan Axel Haack Osvaldo Suarez Francisco Esteras Ivan Carino Rodrigo Murillo Diego López Agustín Díaz Joel Infante | Stati Uniti Matthew Mahon Brenden Harrington Taylor Brown Erick Winstead David Eick Kyle Peabody Nareg Guregian Keane Johnson Sam Ojserkis |

### Donne
| Evento                     | Oro                                                                    | Argento                                                                 | Bronzo                                                                 |
| Singolo                    | Carling Zeeman                                                         | Katherine McFetridge                                                    | Soraya Jadue                                                           |
| Due di coppia              | Canada Kerry Shaffer Antje von Seydlitz                                | Stati Uniti Nicole Ritchie Lindsay Meyer                                | Cuba Aimee Hernandez Yariulvis Cobas                                   |
| Quattro di coppia          | Canada Kate Goodfellow Kerry Shaffer Carling Zeeman Antje von Seydlitz | Stati Uniti Sarah Gianicola Lindsay Meyer Nicole Ritchie Victoria Burke | Argentina Karina Wilversl Maria Laura Abalo Milka Kraljev Maria Rohner |
| Due senza                  | Stati Uniti Emily Huelskamp Molly Bruggeman                            | Cile Melita Abraham Antonia Abraham                                     | Canada Rosie DeBoef Kristin Bauder                                     |
| Singolo pesi leggeri       | Mary Jones                                                             | Fabiana Beltrame                                                        | Lucia Palermo                                                          |
| Due di coppia pesi leggeri | Canada Liz Fenje Katherine Sauks                                       | Cuba Yislena Hernandez Licet Hernandez                                  | Stati Uniti Sara Giancola Victoria Burke                               |

## Medagliere
| Posizione | Nazione     | Oro | Argento | Bronzo | Totale |
| --------- | ----------- | --- | ------- | ------ | ------ |
| 1         | Canada      | 8   | 1       | 2      | 11     |
| 2         | Stati Uniti | 2   | 5       | 2      | 9      |
| 3         | Cuba        | 2   | 3       | 2      | 7      |
| 4         | Argentina   | 1   | 2       | 5      | 8      |
| 5         | Cile        | 1   | 1       | 2      | 4      |
| 6         | Messico     | 1   | 0       | 1      | 2      |
| 7         | Brasile     | 0   | 1       | 0      | 1      |
| Totale    | Totale      | 15  | 13      | 14     | 42     |